# 931년

## 연호
- 후당(後唐) 장흥(長興) 2년
- 요(遼) 천현(天顯) 6년
- 후백제(後百濟) 정개(政開) 32년
- 고려(高麗) 천수(天授) 14년
- 일본(日本) 엔초(延長) 9년 / 조헤이(承平) 원년
- 남한(南漢) 대유(大有) 4년
- 양오(楊吳) 대화(大和) 3년
- 오월(吳越) 보정(寶正) 6년

## 기년
- 후당(後唐) 명종(明宗) 6년
- 요(遼) 태종(太宗) 5년
- 신라(新羅) 경순왕(景順王) 5년
- 고려(高麗) 태조(太祖) 14년
- 후백제(後百濟) 견훤(甄萱) 정개 40년

## 사건
- 경순왕, 서라벌에서 왕건과 영접함.